# Semaeopus parvidiscata
Semaeopus parvidiscata là một loài bướm đêm trong họ Geometridae.